# Винченци, Гвидо
Гвидо Винченци (итал. Guido Vincenzi) (14 июля 1932, Куистелло, Италия — 14 августа 1997, Милан, Италия) — итальянский футболист и тренер. В качестве игрока прежде всего известен выступлениями за клубы «Интернационале» и «Сампдория», а также национальную сборную Италии. В составе «Интера» становился чемпионом Италии. Играл на позиции защитника.

## Клубная карьера
В профессиональном футболе дебютировал в 1950 году выступлениями за клуб «Реджана», в котором провёл три сезона, приняв участие в 63 матчах чемпионата.
Своей игрой за эту команду привлёк внимание представителей тренерского штаба клуба «Интернационале», к составу которого присоединился в 1953 году. Сыграл за «нераззурри» следующие пять сезонов своей игровой карьеры. Большую часть времени, проведённого в составе «Интера», был основным игроком защиты команды. В составе «Интера» стал чемпионом Италии.
В 1958 году перешёл в клуб «Сампдория», за который отыграл 11 сезонов. Играя за «Сампдорию» также в выходил на поле в основном составе команды. Завершил профессиональную карьеру футболиста в 1969 году. Всего за «Сампдорию» сыграл 297 матчей, забив 7 мячей.

## Карьера за сборную
В 1954 году дебютировал в официальных матчах в составе национальной сборной Италии. За сборную сыграл лишь 3 матча. В составе сборной был участником чемпионата мира 1954 года в Швейцарии.

## Тренерская карьера
Тренерскую карьеру начал в 1973 году, возглавив тренерский штаб «Сампдории». В дальнейшем возглавлял команды «Дженоа», «Казале» и «Кремонезе». Последним местом работы был клуб «Казале», который Винченце возглавлял в качестве тренера до 1987 года.